# Association of Field Ornithologists
L'Association of Field Ornithologists (AFO) è una società ornitologica americana. È stata fondata nel 1922 come New England Bird Banding, prima di espandere la propria area geografica e acquisire il nome attuale. Pubblica ogni semestre, AFO Afield, nonché il trimestrale Journal of Field Ornithology. L'AFO è membro del Ornithological Council.